# Nicholas Addlery
Nicholas Duane Addlery (ur. 7 grudnia 1981 w Kingston) – jamajski piłkarz występujący na pozycji napastnika.

## Kariera klubowa
Addlery jako junior grał w klubach Cooresville Gardens oraz Real Mona. W 1999 roku został studentem amerykańskiej uczelni California University of Pennsylvania i kontynuował karierę w tamtejszej drużynie piłkarskiej California Vulcans. W 2003 roku odszedł do trynidadzkiego Starworld Strikers. W 2005 roku przeszedł do San Juan Jabloteh, z którym w tym samym roku zdobył Puchar Trynidadu i Tobago. W 2006 roku został graczem wietnamskiego Đà Nẵng FC, gdzie spędził jeden sezon.
W 2007 roku Addlery podpisał kontrakt z amerykańskim DC United z MLS. W tych rozgrywkach zadebiutował 29 kwietnia 2007 roku w przegranym 0:1 pojedynku z Columbus Crew. 28 czerwca 2007 roku w wygranym 4:1 spotkaniu z Colorado Rapids strzelił pierwszego gola w MLS. W tym samym roku otrzymał z zespołem nagrodę MLS Supporters' Shield.
W 2008 roku odszedł do kanadyjskiego Vancouver Whitecaps z USL First Division. W tym samym roku triumfował z nim w tych rozgrywkach. W 2009 roku Addlery przeniósł się do portorykańskiego Puerto Rico Islanders, także występującego w USL First Division. W 2009 roku przez kilka miesięcy przebywał na wypożyczeniu w salwadorskim Águila. Potem wrócił do Puerto Rico Islanders. W 2013 grał w drużynie Carolina RailHawks. Był to ostatni zespół w jego karierze.

## Kariera reprezentacyjna
W reprezentacji Jamajki Addlery zadebiutował w 2009 roku. W tym samym roku został powołany do kadry na Złoty Puchar CONCACAF. Zagrał na nim w pojedynkach z Kostaryką (0:1) i Salwadorem (1:0), a Jamajka zakończyła tamten turniej na fazie grupowej.